# Ивановское (Износковский район)
Ивановское деревня в Износковском районе Калужской области, центр муниципального образования Сельское поселение «Деревня Ивановское».

## География
Деревня располагается на границе Смоленской и Калужской областей, на берегу безымянного притока реки Воря. Рядом находятся: Угрюмово (2 км), Собакино(3 км).

## Население
| 2002 | 2010 |
| ---- | ---- |
| 294  | ↘249 |

## Инфраструктура и транспорт
На территории деревни находятся: 2 спортивных сооружения, школа, фельдшерско-акушерский пункт, библиотека, сельскохозяйственный производственный кооператив «Холмы» (до распада СССР —совхоз Трудовик), спортивно-охотничье общество «Тайга», часовня «Михаила Архангела». Транспортное сообщение осуществляется по региональной автодороге 29Н-200 Ивановское — Савино

## Достопримечательности

### Братская могила
В 1950 году в Ивановское были перенесены останки 4000 воинов с братских могил из окрестных 6 деревень. В 1956 году скульптор Броцун возводит памятник с надписью «Вечная Слава Героям, павшим за Родину»